# 阿柔乡
阿柔乡，是中华人民共和国青海省海北藏族自治州祁连县下辖的一个乡镇级行政单位。

## 行政区划
阿柔乡下辖以下地区：
草大坂村、青阳沟村和日旭村。